# Microlophus theresioides
Espèce
Synonymes
- Tropidurus theresioides Donoso-Barros, 1966
- Tropidurus peruvianus maminensis Donoso-Barros, 1966

Statut de conservation UICN

 LC  : Préoccupation mineure
Microlophus theresioides est une espèce de sauriens de la famille des Tropiduridae.

## Répartition et habitat
Cette espèce est endémique de la région de Tarapacá au Chili. On la trouve entre 1 325 et 2 000 m d'altitude. Elle vit dans les déserts de sable.

## Description
C'est un saurien ovipare.

## Publication originale
- Donoso-Barros, 1966 : Reptiles de Chile, Santiago: Universidad de Chile, p. 1-458.